# 덴버 스퍼스
| 덴버 스퍼스        |                                                    |
| 디비전             | 캐나디안 디비전 (1975년~1976년)                    |
| 설립연도           | 1968년 1975년 (WHL 가입)                           |
| 해체연도           | 1976년                                             |
| 역사               | 덴버 스퍼스 (1975년~1976년) 오타와 시빅스 (1976년) |
| 경기장             | 덴버 콜리시엄 맥니콜스 스포츠 아레나               |
| 연고지             | 콜로라도주 덴버                                    |
| 상징색             | 하양, 오렌지, 검정, 노랑                           |
| 구단주             | -                                                  |
| 단장               | -                                                  |
| 감독               | -                                                  |
| 애브코 월드 트로피 | -                                                  |
| 시즌 우승          | 1 (1972)                                           |
| 디비전 우승        | -                                                  |
| 영구 결번          | -                                                  |

덴버 스퍼스(Denver Spurs)는 1975년부터 1976년까지 콜로라도주 덴버를 연고지로 하는 WHA 소속 아이스 하키팀이다.
1976년 연고지를 온타리오주 오타와 (오타와 시빅스)로 이전했다.

## 역대 홈경기장
| 경기장                 | 사용기간      | 수용인원 | 장소            | 비고 |
| ---------------------- | ------------- | -------- | --------------- | ---- |
| 덴버 스퍼스            |               |          |                 |      |
| 덴버 콜리시엄          | 1968년~1975년 | 8,140명  | 콜로라도주 덴버 | 빈칸 |
| 맥니콜스 스포츠 아레나 | 1975년~1976년 | 15,900명 | 콜로라도주 덴버 | 빈칸 |